# Crawley Down
Crawley Down – wieś w Anglii, w hrabstwie West Sussex, w dystrykcie Mid Sussex. Leży 59 km na północny wschód od miasta Chichester i 43 km na południe od Londynu.